# IBM 7040

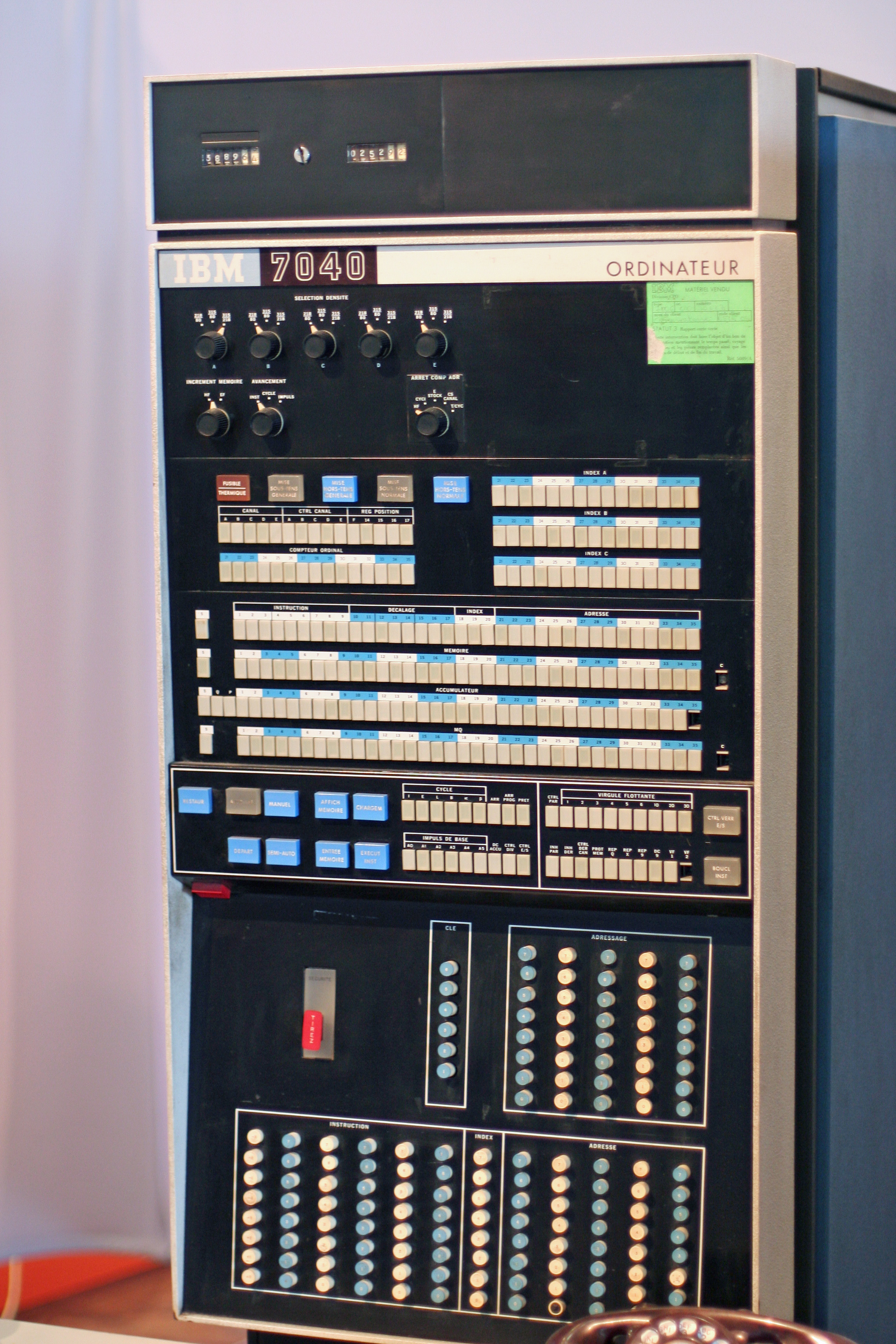
Передня панель IBM 7040

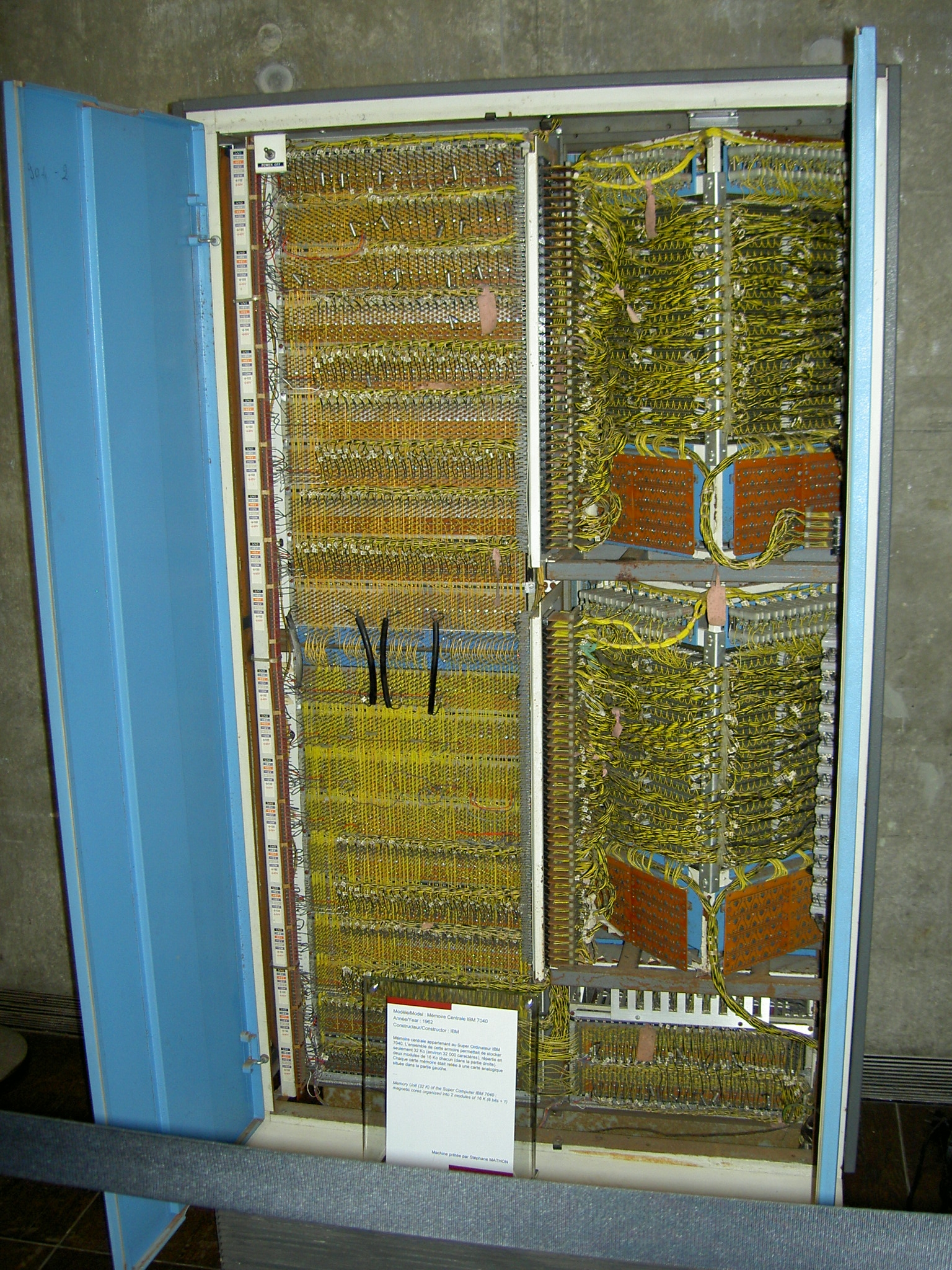
Пам'ять IBM 7040 (2 x 16K)

IBM 7040 — коротка серія транзисторного комп'ютера в ряду наукових ЕОМ IBM 700/7000 1960-х років.
IBM 7040 був зменшеною версією IBM 7090, не повністю сумісна з 7090. Деякі функції 7090, в тому числі індексні регістри, інструкції з плаваючою точкою були реалізовані частково. Також використовувалась інша система вводу/виводу, заснована IBM 1414 синхронізаторі, що підтримував сучасніші на той момент периферійні пристрої IBM. Модель призначалась для забезпечення сумісності з більш просунутою моделлю IBM 7044.
Було випущено 139 машин IBM 7040 та 7044 комп'ютерів, але вона швидко вийшла з вживання через випуск IBM System/360, розпочатий в 1964 році. Затримки постачання серії були викликані наявністю кількох несумісних архітектур IBM. Це стало однією з мотивацій єдиної серії IBM System/360.
IBM 7040 завдяки своїй порівняно низькій ціні використовувався переважно в університетах. Наприклад, в травні 1965 року його було встановлено в Колумбійському університеті. Одним з перших в Канаді 7040 купив університет Ватерлоо. Студенти були розчаровані повільною роботою компілятора Fortran. Влітку 1965 року вони написали компілятор WATFOR для 7040, який став популярним серед багатьох новостворених відділів інформатики.
IBM використовувала 7040/7044, як процесор вводу-виводу для потужнішої системи IBM 7090, в цій конфігурації утворювались багатопроцесорні обчислювальні системи. Комп'ютери були трохи змінені, для забезпечення можливості переривати інші. Подібний прийом використовувався IBM в архітектурі pSeries 690 RS6000.
Останній 7040-681 був демонтований в 2005 році.